# Rio de Santa Marina

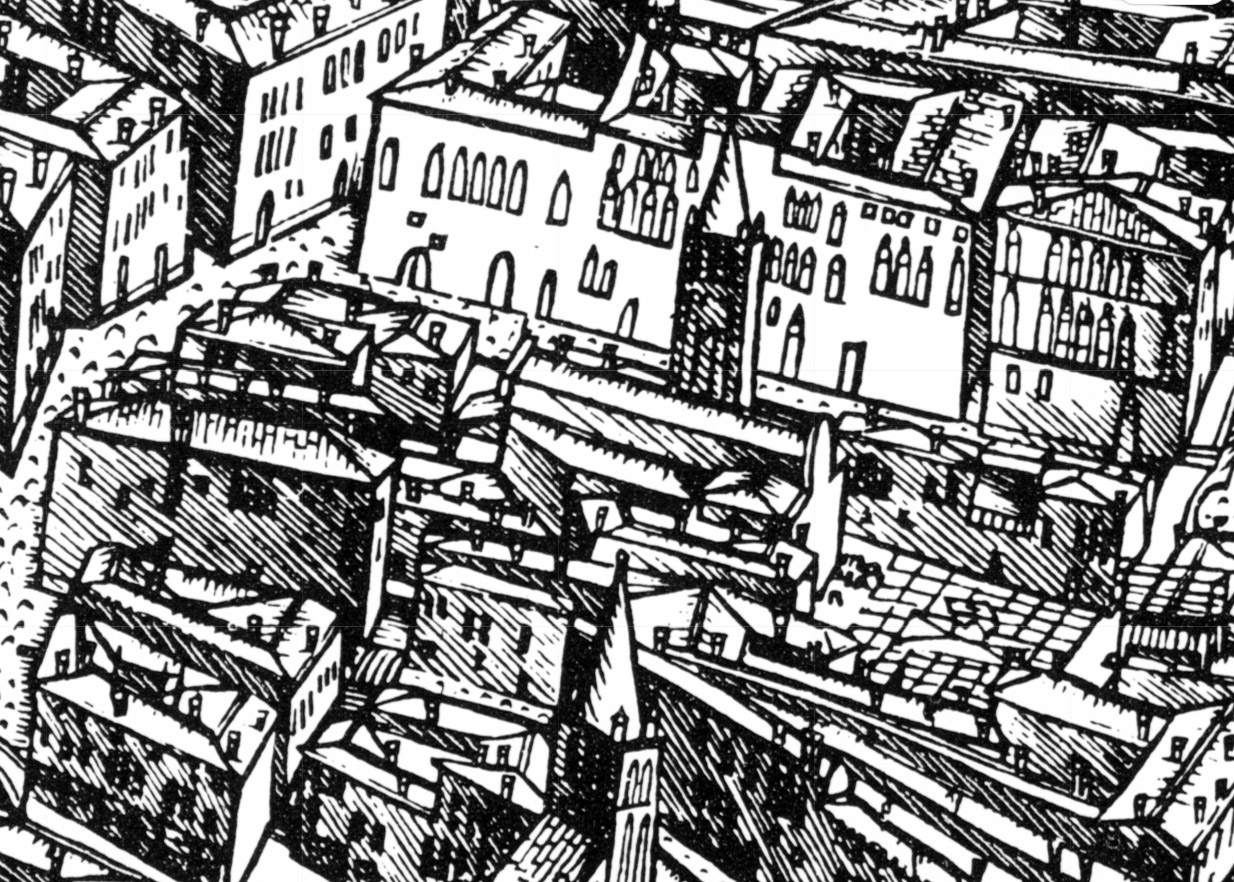
L'église Santa Marina d'après de Barbari

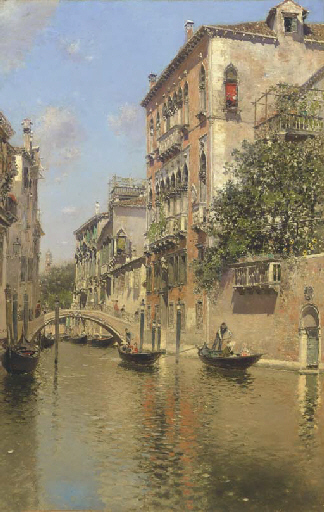
Le rio d'après Martín Rico

Le rio di Santa Marina (de Santa Marina en vénitien; canal de Sainte-Marine) est un canal de Venise formant la limite entre le sestiere de Cannaregio et de Castello.

## Toponymie
L'église Santa Marina (sur le campo du même nom) fut érigée en 1030 par les familles Balbi. D'abord dédiée à San Liberale, puis à Sant'Alessio, elle devint Sainte-Marine lorsqu'y fut entreposé son corps en 1235 par Giovanni de Bora. 

Cette église avait sept autels. Au-dessus de l'autel principal trônaient trois statues d'albâtre représentant les saints Marie-Madeleine, Marina et Caterina, œuvre de Lorenzo Bregno. Diverses confréries appartenaient à cette église : celle de Santa Marina, l'école de la Beata Vergine delle Grazie, réunion de religieux et de laïques (sovvegno) érigée en 1698 sous le titre de la Sainte Vierge de la Consolation et l'école du Santissimo. 

Les tombes des doges Michele Steno et Nicolo Marcello se trouvaient dans cette église, ainsi que du prêtre vénitien Giovanni dei Cipelli, et une statue équestre en bois doré représentant l'imolais Taddeo Della Volpe(1474-1534), défenseur de la République à Padoue.

Restaurée en 1705 et 1754, elle devient branche de la paroisse de Santa Maria Formosa en 1808, fermée en 1818 et finalement abattue vers 1820. Elle fut remplacée par un pâté de maisons avec un hôtel.

## Description
Le rio di Santa Marina a une longueur de 181 mètres. Il prolonge le rio de San Giovanni Crisostomo là où il croise les rii de San Lio et dei Miracoli en sens est-sud-est pour rejoindre le rio del Pestrin.

## Situation

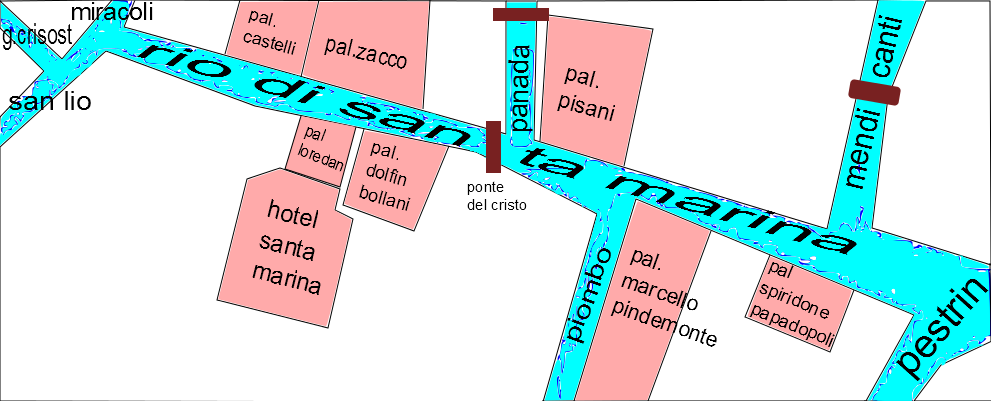

- Ce rio croise les rii de la Panada, del Piombo, dei Mendicanti et del Pestrin (Paradiso) ;
- Le rio longe les palais suivants :
  - Palais Castelli
  - palais Zacco
  - Palais Loredan a San Canciano
  - palais Dolfin Bollani
  - palais Pisani
  - Palais Marcello Pindemonte Papadopoli
  - Palais Spiridione Papadopoli

## Ponts

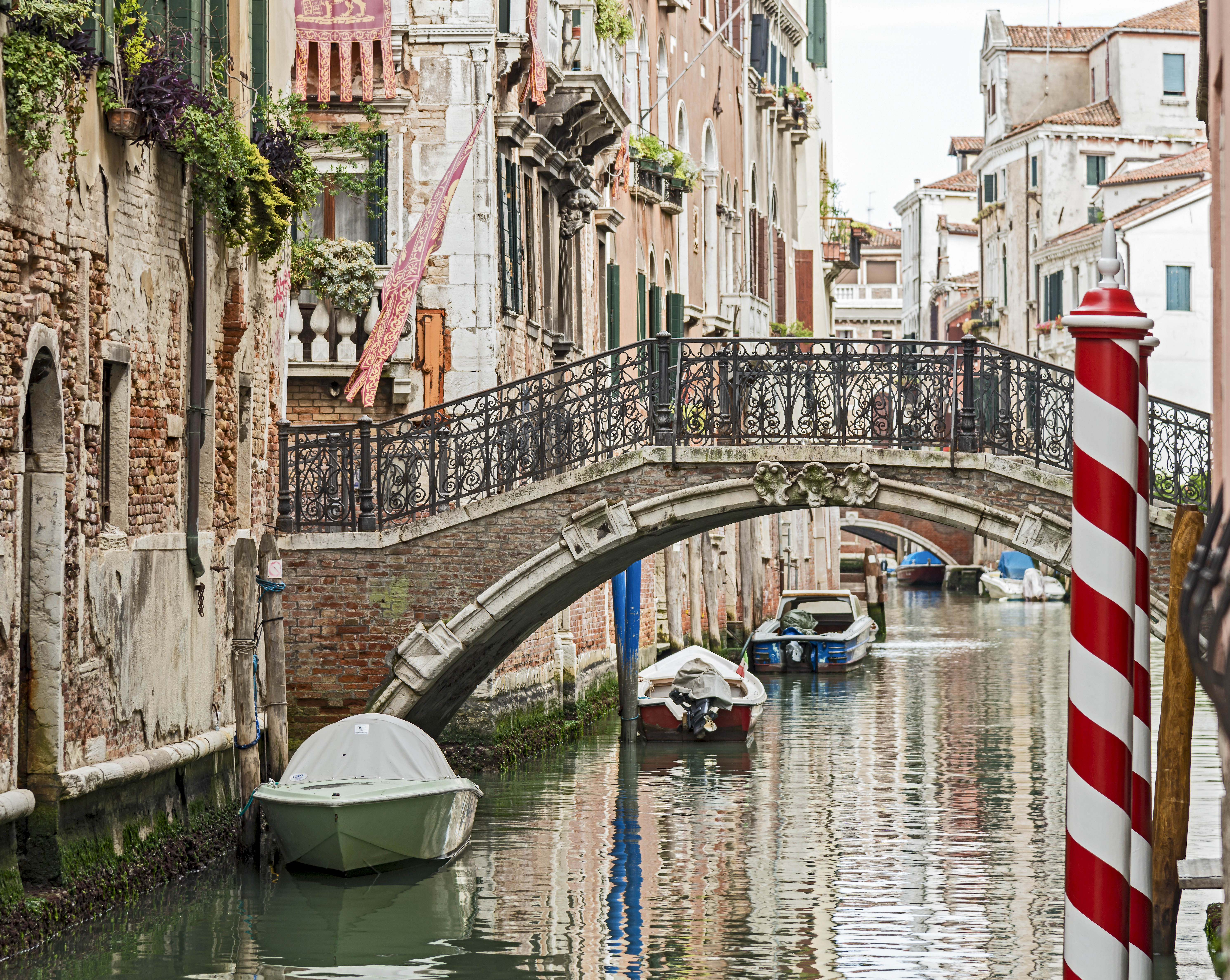
seul pont, le Ponte del Cristole Ponte del Cristo reliant la calle du même nom au Fondamenta de le Erbe
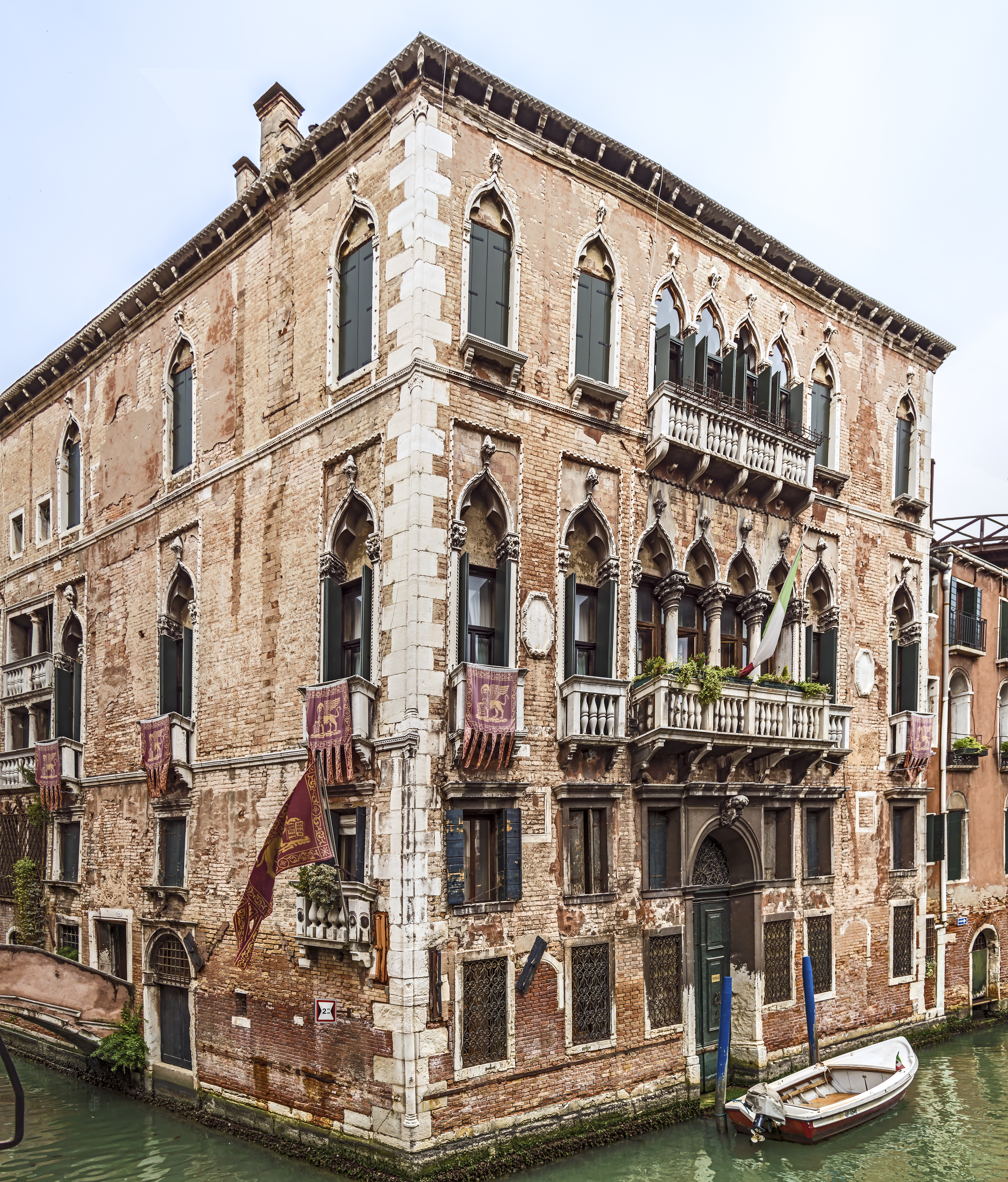
Palazzo Pisani à Santa Marina